# Histoire des jeux

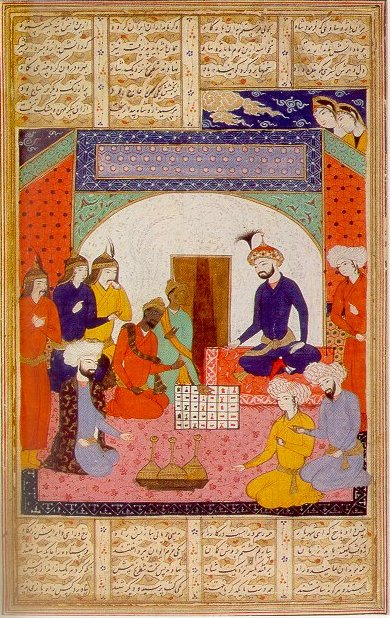
Cadeau des ambassadeurs indiens Chaturanga à Khosro Ier, extrait d'un traité sur les échecs du XIVe siècle.

L'histoire des jeux s'écoule sur plusieurs millénaires. Les jeux font partie intégrante de toutes les cultures et sont l'une des formes les plus anciennes d'interaction sociale humaine. Ils sont des expressions formalisées qui permettent aux gens d'aller au-delà de l'imagination immédiate et de l'activité physique directe. Les caractéristiques communes des jeux comprennent l'incertitude du résultat, les règles convenues, la compétition, le lieu et le temps séparés, les éléments de fiction, les éléments de hasard, les objectifs prescrits et le plaisir personnel.
Les jeux capturent les idées et les visions du monde d'une culture et les transmettent à la génération future. Ils sont en conséquence importants en tant qu'événements culturels et sociaux, en tant qu'outils pédagogiques et marqueurs du statut social. En tant que passe-temps de la royauté et de l'élite, certains jeux sont devenus des caractéristiques communes de la culture de la cour et sont également offerts en cadeau diplomatique. 
Des jeux tels que le senet et le jeu de balle mésoaméricain sont souvent imprégnés d'une signification religieuse mythique et rituelle. Des jeux comme Gyan chaupar et The Mansion of Happiness sont utilisés pour enseigner des leçons spirituelles et éthiques tandis que le Chatrang et le go sont considérés comme un moyen de développer la réflexion stratégique et les compétences mentales pour l'élite politique et militaire.
Dans son livre de 1938, Homo Ludens, l'historien culturel néerlandais Johan Huizinga soutient que les jeux sont une condition première de la génération des cultures humaines. Il considère le jeu comme quelque chose qui «est plus ancien que la culture, car la culture, même si elle est mal définie, présuppose toujours la société humaine, et les animaux n'ont pas attendu que l'homme leur apprenne à jouer». Ils seraient ainsi le point de départ d'activités humaines complexes telles que le langage, le droit, la guerre, la philosophie et l'art.

## Pré-moderne
Certains des outils de jeu préhistoriques et anciens les plus courants sont en os, en particulier à partir de l'os de Talus. Ils sont trouvés dans le monde entier et sont les ancêtres des osselets ainsi que des jeux de dés . Ces os étaient aussi parfois utilisés pour des fonctions divinatoires. D'autres instruments utilisés peuvent inclure des coquilles, des pierres et des bâtons.
Dans les civilisations anciennes, il n'y a pas de distinction claire entre le sacré et le profane. Selon Emile Durkheim, les jeux sont fondés dans un cadre religieux et constituent la pierre angulaire du lien social.

### Mésopotamie et monde Méditerranéen
Une série de 49 petites pierres peintes sculptées trouvées dans le tumulus de Başur Höyük, vieux de 5000 ans, dans le sud-est de la Turquie, pourrait représenter les premières pièces de jeu jamais trouvées. Des pièces similaires sont découvertes en Syrie et en Irak et semblent indiquer des jeux de société originaires du Croissant fertile. Les premiers jeux de société semblent avoir été un passe-temps pour l'élite et étaient parfois offerts comme cadeaux diplomatiques.
Le jeu royal d'Ur, ou jeu des vingt cases, est joué avec un ensemble de pions sur un plateau richement décoré et date d'environ 2600 av. J.-C. .C'est un jeu de parcours qui utilise des dés en os. Ce jeu est également connu et joué en Égypte. Un traité babylonien sur le jeu écrit sur une tablette d'argile montre que le jeu avait une signification astronomique et qu'il pouvait également être utilisé pour la divination. Le jeu royal d'Ur est également populaire auprès des classes inférieures, comme en témoigne une version graffiti du jeu vieille de 2700 ans, gravée sur une porte d'accès à un palais de Dur-Sharrukin. 
Des jeux similaires sont trouvés en Iran, en Crète, à Chypre, au Sri Lanka et en Syrie. Des fouilles à Shahr-e Sokhteh en Iran montrent que le jeu existait également là-bas vers 2600 av. J.-C. Les artefacts comprennent deux dés et 60 pions,. Des jeux tels que le Nard et le jeu romain Ludus duodecim scriptorum puisent peut-être leurs origines de ce jeu iranien. 
Parmi les premiers exemples de jeu de société se trouve notamment le senet, un jeu trouvé dans les lieux de sépulture prédynastique et de la première dynastie égyptienne (environ 3500 av. J.-C. et 3100 av. J.-C., respectivement) et dans des hiéroglyphes datant d'environ 3100 av. J.-C.. Il est joué en déplaçant des personnages sur un plateau de 30 carrés disposés en trois rangées parallèles de dix carrés chacune. Les joueurs déplacent stratégiquement leurs pièces en fonction du lancer de bâtons ou d'os, faisant office de dés bifaces. Le but est d'atteindre avec tous ses pions la fin du parcours en premier. Le senet évolue lentement au fil du temps pour refléter les croyances religieuses des égyptiens. Les pièces peuvent ainsi représenter des âmes humaines et leur mouvement est basé sur le voyage de l'âme dans l'au-delà. Plusieurs cases ont une signification religieuse distincte, la case finale étant associée à l'union de l'âme avec le dieu soleil Rê. Il peut également avoir été utilisé dans un contexte religieux rituel.
Un autre exemple de jeu de société dans l'Égypte ancienne est le jeu du chien et du chacal, également connu sous le nom du jeu des 58 trous. Les chiens et les chacals sont apparus en Égypte, vers 2000 av. J.-C. et sont principalement populaires au cours du Moyen Empire,. Le jeu se répand en Mésopotamie à la fin du troisième millénaire et est populaire jusqu'au premier millénaire avant notre ère. Plus de 68 plateaux de jeu de chiens et de chacals sont découverts dans les fouilles archéologiques dans divers territoires, y compris la Syrie (Tell Ajlun, Ras el-Aîn, Khafadje), Israël (Beït Shéan, Gezer), l'Irak (Uruk, Nippur, Ur, Ninive, Assur, Babylone), l'Iran (Sialk, Susa, Lorestan), la Turquie (Karalhuyuk, Kultepe, Acemhuyuk), l'Azerbaïdjan (Gobustan) et l'Égypte (Bouhen, El-Lahoun, Sediman) . C'est un jeu de parcours pour deux joueurs dont le plateau se compose de deux ensembles de 29 trous. Dix pions en forme de bâtonnet avec des têtes de chacal ou de chien sont utilisés pour jouer. Le but du jeu était très certainement de commencer à un point du plateau et d'atteindre avec toutes les figures l'autre point du plateau.
Dans la Grèce antique et dans l'Empire romain, les jeux populaires comprennent des jeux de balle comme l'Episkyros, l'Harpastum ou Expulsim Ludere (une sorte de handball) ; des jeux de dés (Tesserae) ; des jeux de société comme les osselets, Terni Lappili (similaire au Tic-tac-toe), le jeu du moulin (mola). 
Platon et Homère mentionnent tous deux des jeux de société appelés «petteia», des jeux joués avec des "pessoi" signifiant « pièces »ou« hommes ». Selon Platon, ils sont tous d'origine égyptienne. Le nom «petteia» semble être un terme générique pour le jeu de société et fait référence à divers jeux. Un de ces jeux s'appelle «poleis» (cités-états) et est un jeu de bataille sur un plateau à damier.
Les Romains jouent une dérivation de «petteia» appelée «latrunculi» ou Latroncules (le jeu des soldats ou le jeu des bandits). Il est mentionné pour la première fois par Varron (116–27 av. J.-C.) et mentionné par Martial et Ovide. Ce jeu est extrêmement populaire et répandu dans toute l'Europe par les Romains, des planches étant retrouvées jusqu'à la Bretagne romaine. C'est un jeu de guerre pour deux joueurs et comprend le déplacement de pions représentant des soldats, le but étant d'obtenir l'une des pièces de l'adversaire entre deux des siennes.

### Moyen-Orient

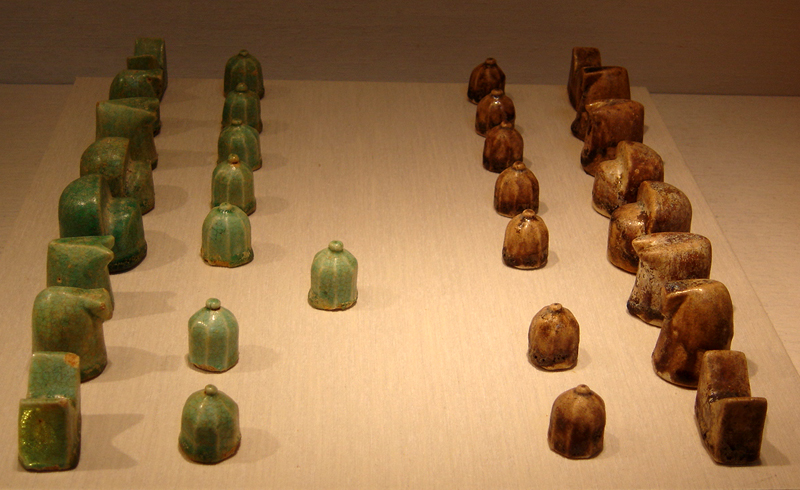
Jeu de Charang en émail (XIIe siècle).

Après la conquête musulmane de la Perse (638-651), le Chatrang se répand dans le monde arabe et constitue un ancêtre des échecs. Alors que les jeux pré-islamiques représentent des éléphants, des chevaux, des rois et des soldats, l'interdiction islamique contre le culte de l'image conduit à une abstraction croissante dans la conception des pièces. Les pièces d'échecs islamiques sont donc de simples formes cylindriques et rectangulaires. 
Le jeu devient extrêmement populaire pendant le califat abbasside du IXe siècle. Les califes abbassides Haroûn ar-Rachîd et Al-Ma'mun sont de fervents joueurs de Chatrang. Pendant cette période, les joueurs d'échecs musulmans publient plusieurs traités sur les problèmes d'échecs (mansubat) et les ouvertures d'échecs (ta'biyat). Les joueurs d'élite tels qu'Al-Adli, As-Suli et Ar-Razi sont appelés aliyat ou «grands» et jouent dans les tribunaux des califes. Al-Adli (800-870) est connu pour avoir écrit Kitab ash-shatranj ("livre d'échecs"), un travail complet sur le jeu, comprenant l'histoire, les ouvertures, les finales et les problèmes d'échecs. Al-Adli développe également un système de classement des joueurs. Pendant le règne du conquérant turco-mongol Tamerlan (1336-1405), une variante d'échecs connue sous le nom d'échecs Tamerlan est développée, que certaines sources attribuent à Tamerlan lui-même.

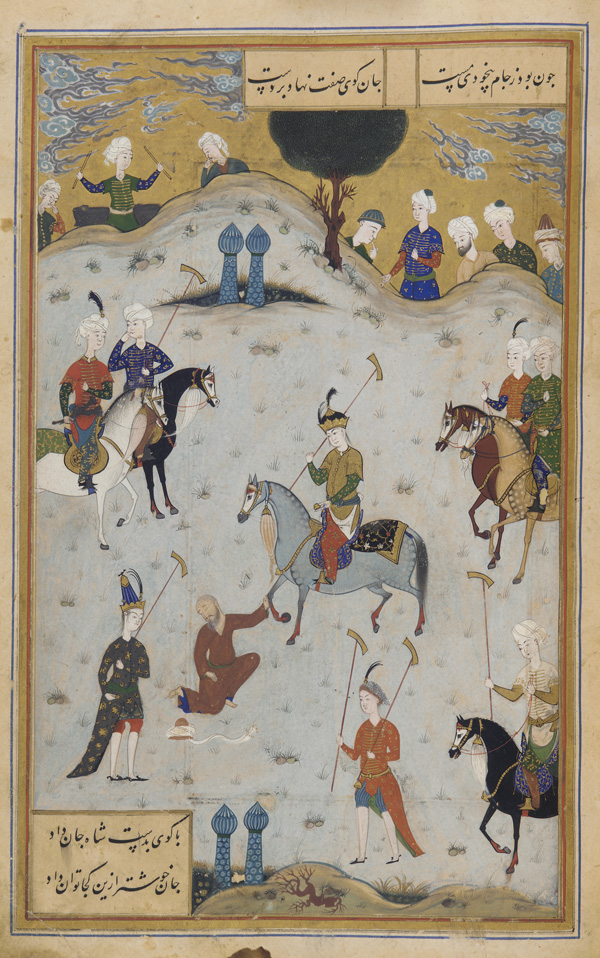
Une miniature persane illustrant le poème Guy-o Chawgân ("le Bal et le polo-maillet") de la dynastie séfévide.

Divers jeux parmi les jeux de table sont également très populaires et sont connus sous le nom d'ifranjiah en arabe et sous le nom de Nard en Iran. Beaucoup des premiers textes arabes qui font référence à ces jeux débattent souvent de la légalité et de la moralité de les jouer. Ce débat est réglé au huitième siècle lorsque les quatre écoles de jurisprudence musulmanes les ont déclarées Haram (interdits), mais ils sont encore joués aujourd'hui dans de nombreux pays arabes. Parmi les autres jeux populaires se trouvent aussi le Mancala et le Tâb.
Le polo (persan: chawgan, arabe: sawlajan ) est joué pour la première fois en Perse sassanide. Il passe de la Perse sassanide à l'empire byzantin voisin à une date précoce, et un Tzykanisterion (stade pour jouer au polo) est construit par l'empereur Théodose II (r. 408–450) à l'intérieur du Grand Palais de Constantinople. Après les conquêtes musulmanes, il passe aux dynasties Ayyoubides et Mamelouk, dont les élites le préfèrent à tous les autres sports. Des sultans notables tels que Saladin et Baybars sont connus pour le jouer et l'encourager dans leur cour.
Les cartes à jouer sont importées d'Asie et d'Inde et sont populaires pendant le sultanat mamelouk d'Égypte, avec des bâtons de polo, des pièces de monnaie, des épées et des tasses comme enseignes.

### Inde
L'Inde voit un certain nombre de jeux dans la période antique allant des divers jeux de dés à d'autres jeux de société. L'utilisation de dés cubiques est courante dans la civilisation harappéenne de la vallée de l'Indus  (vers 2300 av. J.-C.). Des fouilles archéologiques révèlent que des dés sont présents dans les monastères et autres sites bouddhistes. La plus ancienne mention textuelle des jeux en Inde est la mention dans le Rig-Véda de l'utilisation des dés (vers 1000 av. J.-C.). Des textes tels que le Mahabharata indiquent que les jeux de dés sont populaires auprès des rois et de la royauté, et ont également des objectifs cérémoniels.
Une autre référence précoce est la liste des jeux auxquels Bouddha n'aurait pas joué (vers 500 av. J.-C.), une liste présente dans le Canon Pali interdisant des jeux aux moines bouddhistes. Cette liste mentionne des jeux sur des plateaux à 8 ou 10 rangées (Ashtapada et Daśapada, des jeux de parcours), des jeux qui utilisent des diagrammes de sol (un jeu appelé Parihâra-patham est similaire à la marelle), des jeux de dés et des jeux de balle.
Chaturanga (qui signifie «quadripartite» et aussi «armée») est le prédécesseur des échecs, peut-être développé dans le sous-continent indien ou en Asie centrale pendant l'empire kouchan (30–375) ou Gupta (320–550) à partir d'un amalgame des caractéristiques d'autres jeux et transmis aux Sassanides (où il devient connu sous le nom de Chatrang) et à la Chine via la route de la soie. 
Un jeu similaire appelé Ashtapada (ce qui signifie 64 carrés) est divisé en quatre parties appelées angas, qui symbolisent les quatre branches d'une armée. Tout comme la véritable ancienne armée indienne, le jeu présente des pièces appelées éléphants, chars, chevaux et soldats, et est joué pour concevoir des stratégies de guerre.

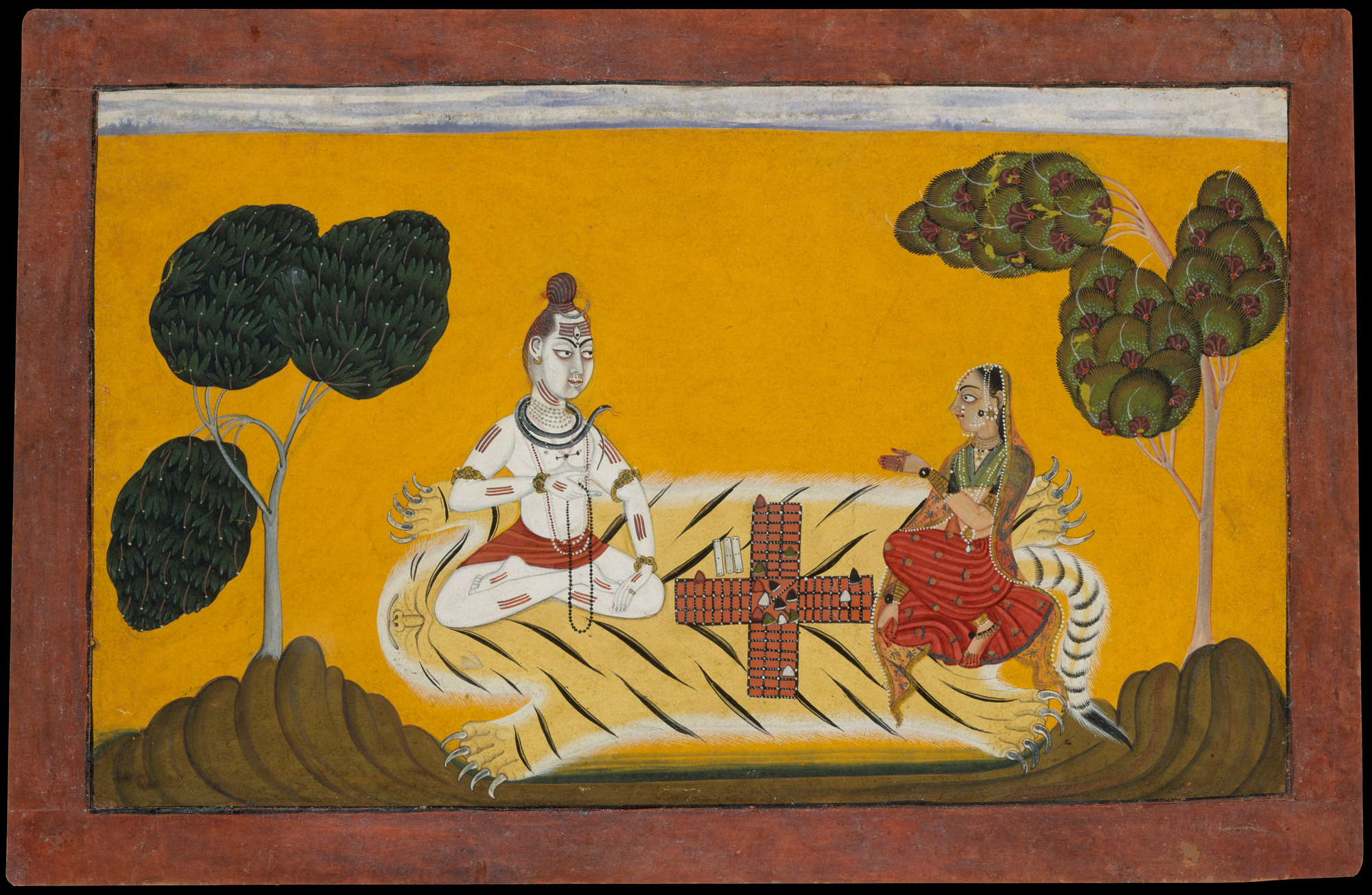
Divinités hindoues Shiva et Parvati jouant, vers 1694–95.

«Echec et mat» vient du terme persan du jeu, « Shah-Mat », qui signifie «le roi est mort». Un autre jeu nommé Chaturaji est similaire mais joué avec quatre couleurs différentes au lieu de deux. La première source de ce jeu de plateau à quatre faces est «India» d'Al-Biruni, vers 1030. Les historiens des échecs tels que Youri Averbakh supposent que le jeu de société grec petteia aurait pu avoir une influence sur le développement du début de Chaturanga. Les jeux de petteia auraient pu se combiner avec d'autres éléments des royaumes gréco-bactrien et indo-grecs ,.
Le jeu de carrom serait originaire du sous-continent indien. Bien que cette affirmation manque de preuves, il est dit que les maharajas indiens ont inventé le jeu il y a des siècles. Il y a par exemple eu une découverte d'un ancien panneau de carrom en verre à Patiala, dans le Punjab. Le carrom gagne en popularité après la Première Guerre mondiale et reste un jeu de société très populaire en Inde.
De plus, le jeu serpents et échelles était auparavant connu sous le nom de Vaikuntapaali, à l'origine un jeu hindou. D'autres attribuent l'invention du jeu à Dnyaneshwar, un saint de l'hindouisme du XVIIIe siècle. Ce jeu est également connu sous des noms tels que Gyan Chaupar (qui signifie «Jeu de la connaissance), Mokshapat et Moksha Patamu.
Un ancêtre du jeu des petits chevaux s'appelait alors Pachisi (/ pəˈtʃiːzi /). La planche est faite de tissu ou de jute. Une représentation de Pachisi se trouve dans les grottes d'Ajanta, montrant que le jeu est très populaire à l'époque médiévale. Des jeux similaires, y compris le Chaupar, peuvent être des jeux très anciens mais leur histoire n'est pas établie avant le XVIe siècle. Le Chaupar est un jeu de hasard populaire à la cour de l' empereur moghol Akbar (1556-1605). L'empereur lui-même est un fan du jeu et est connu pour jouer dans une cour de son palais en utilisant des esclaves comme pièces de jeu.

### Asie de l'Est
Le jeu de société chinois liubo est inventé au plus tard au milieu du premier millénaire avant notre ère, et est populaire pendant la période des Royaumes combattants (476 - 221 av. J.-C.) et la dynastie des Han (202 av. J.-C. - 220 ap. J.-C.),. Bien que les règles du jeu aient été perdues, il s'agissait apparemment d'un jeu semblable au senet car les pièces de jeu étaient déplacées sur le plateau à l'aide de bâtons lancés pour déterminer le mouvement.
Le go, également connu sous le nom de Weiqi, Igo ou Baduk (respectivement en chinois, japonais et coréen), est mentionné pour la première fois dans l'annale historique Zuo Zhuan (vers IVe siècle av. J.-C.). Il est également mentionné dans le livre XVII des Entretiens de Confucius  et dans deux des livres de Mencius (vers IIIe siècle av. J.-C.). Dans la Chine ancienne, le go est l'un des quatre arts cultivés du junzi (gentleman savant) avec la calligraphie, la peinture et le jeu de l'instrument de musique guqin. Des examens d'habileté dans ces arts sont utilisés pour qualifier les candidats pour le service dans la bureaucratie. Le go est amené en Corée au deuxième siècle av. J.-C. lorsque la dynastie Han s'étend puis au Japon au Ve ou VIe siècle av. J.-C. et devient rapidement un passe-temps aristocratique prisé.
Les échecs chinois ou Xiangqi semblent avoir été joués pendant la dynastie Tang, toute attestation antérieure n'étant pas confirmée. Plusieurs pièces de Xiangqi sont connues de la dynastie des Song du Nord (960-1126). On ne sait pas exactement comment ce jeu s'est développé. Les autres variantes traditionnelles des échecs asiatiques incluent le Shogi (Japon), le Makruk (Thaïlande), le Janggi (Corée) et le Sit-tu-yin (Birmanie).
Les cartes à jouer ou les tuiles sont inventées en Chine dès le IXe siècle pendant la dynastie Tang (618–907),,,. La plus ancienne attestation sans ambiguïté de cartes à jouer en papier remonte à 1294.
Le jeu moderne de dominos se développe à partir des premiers jeux par arrangement chinois. Ce qui semble avoir été les premières références aux tuiles de jeu sont des mentions de kwat pai, ou "tuiles d'os", utilisées dans les jeux de hasard, dans les écrits chinois au plus tard en 900. Les premières références définitives aux dominos chinois se trouvent dans la littérature de la dynastie Song (960-1279), tandis que les dominos de style occidental sont une variante plus récente, les premiers exemples étant de conception italienne du début du XVIIIe siècle. Le jeu de tuiles moderne Mahjong est basé sur des jeux de cartes chinois plus anciens comme le kanhu, le peng hu et le shi hu.
Les chinois pré-modernes jouent également à des jeux de balle tels que le cuju, similaire au football, et le chuiwan, similaire au golf.

### Afrique
Le plus répandu des jeux africains indigènes est le mancala. Il s'agit d'une famille de jeux de société joués dans le monde entier, parfois appelés jeux de semailles. Le mot mancala: منقلة vient du mot arabe naqala: نقلة qui signifie littéralement "bouger". Les premières preuves de son existence se composent de fragments de planches de poterie et de plusieurs coupes de roche trouvées dans les ruines du royaume d'Aksoum en Éthiopie, à Matara (maintenant en Érythrée) et à Yeha (également en Éthiopie), qui sont datées par les archéologues du VIe ou VIIe siècle. Plus de 800 noms de jeux mancala sont connus et près de 200 jeux inventés sont décrits. Cependant, certains noms désignent le même jeu, tandis que certains noms sont utilisés pour plus d'un jeu. Aujourd'hui, le jeu se joue dans le monde entier, avec de nombreuses variantes distinctes représentant différentes régions du monde. Certains historiens pensent que le mancala est le plus ancien jeu du monde sur la base des preuves archéologiques trouvées en Jordanie qui datent d'environ 6000 av. J.-C. Le jeu aurait pu être joué par d'anciens Nabatéens et aurait pu être une ancienne version du jeu de mancala moderne.

### Amérique

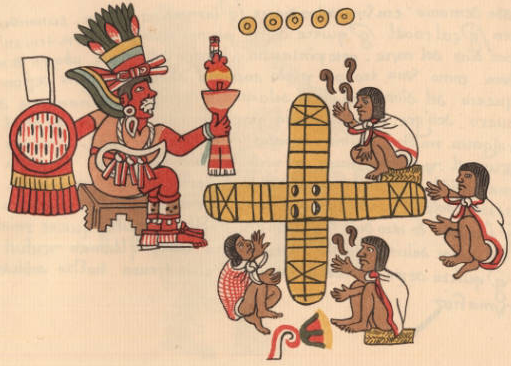
Jeu de patolli regardé par Xochipilli dans le Codex Magliabechiano.

L'archéologue Barbara Voorhies émet l'hypothèse qu'une série de trous sur des sols en argile disposés en forme de C sur le site archéologique de Tlacuachero dans l'État mexicain du Chiapas pourrait être des tableaux d'affichage de jeux de dés vieux de 5000 ans. Si tel est le cas, ce serait la plus ancienne preuve archéologique d'un jeu en Amérique.
Les jeux de dés sont populaires en Amérique. Le patolli est l'un des jeux de société les plus populaires joués par les peuples mésoaméricains tels que les Mayas, les Toltèques et les Aztèques. C'est un jeu de parcours joué avec des haricots ou des dés sur des planches carrées et ovales. Les peuples andins jouent également à un jeu de dés appelé par le mot quechua pichca ou pisca.
L'un des plus anciens jeux de balle connus de l'histoire est le jeu de balle mésoaméricain (Ōllamaliztli en Nahuatl). Il est joué dès 1400 av. J.-C. et a une signification religieuse importante pour les peuples mésoaméricains tels que les Mayas et les Aztèques. Le jeu évolue au fil du temps, mais l'objectif principal est de garder une balle en caoutchouc solide en jeu en la frappant avec différentes parties du corps ou avec des outils tels que des raquettes. Le jeu aurait peut-être servi de substitut à la guerre et aurait eu une fonction religieuse majeure. Les jeux de balle formels sont organisés comme des événements rituels, comportant souvent sacrifices humains, mais sont également joués pour le loisir par les enfants et les femmes.
Les Amérindiens jouent à divers types de jeux de crosse, qui sont les ancêtres de la crosse moderne. Les jeux de crosse traditionnels sont parfois des événements majeurs qui peuvent durer plusieurs jours. De 100 à 1 000 hommes de villages ou de tribus opposés y participent. Les jeux sont joués dans des plaines ouvertes situées entre les villages, et les buts pouvaient être espacés d'environ 500 mètres à 10 kilomètres.

### Europe
Les jeux de tafl sont une famille d'anciens jeux de société germaniques et celtiques joués dans une grande partie de l'Europe du Nord du IVe au XIIe siècle. Bien que les règles des jeux n'aient jamais été explicitement retrouvées, il semble qu'il s'agisse de jeux à deux joueurs avec des forces inégales où l'un des joueurs devait faire échapper son roi sur un côté ou un angle du plateau tandis que l'autre joueur devait le capturer. Le jeu est répandu par les vikings dans toute l'Europe du Nord, y compris l'Islande, la Grande-Bretagne, l'Irlande et la Laponie.
Les échecs sont introduits dans l'émirat de Cordoue en 822 sous le règne d'Abd ar-Rahman II. Au milieu du Xe siècle, il est joué en Espagne chrétienne, en Italie et dans le sud de l'Allemagne. En 1200, il atteint la Grande-Bretagne et la Scandinavie. Au départ, il existe de nombreux jeux d'échecs locaux différents avec des règles ou des assises variables telles que les échecs d'assises courtes, les échecs de courrier et les échecs aux dés.
Une source importante de jeux médiévaux est le Libro de los juegos, ("Livre des jeux"), ou Libro de acedrex, dados e tablas, ("Livre des échecs, des dés et des tables", en vieil espagnol) qui est commandé par Alphonse X de Castille, Galice et León en 1283. Le manuscrit contient des descriptions et des illustrations en couleur de jeux de dés, d'échecs, de jeux d'alignement et de jeux de tables, prédécesseurs du backgammon. Le livre décrit ces jeux dans un contexte astrologique, et certaines variantes de jeu sont conçues de manière astronomique, comme un jeu intitulé "échecs astronomiques", joué sur un plateau de sept cercles concentriques, divisés radialement en douze zones, chacune associée à une constellation du Zodiaque. Le symbolisme du texte indique que certains de ces jeux ont reçu une signification métaphysique. Les échecs sont également utilisés pour enseigner des leçons sociales et morales par le frère dominicain Jacques de Cessoles dans son Liber de moribus hominum et officiis nobilium super ludo scacchorum ("Livre des coutumes des hommes et des devoirs des nobles ou le livre des échecs''), publié vers 1300.
D'autres jeux de société européens pré-modernes incluent la Rithmomachie ou "le jeu des philosophes", l'Alquerque, le jeu du moulin, les dames, les jeux de Nim et le jeu de l'oie. Les jeux de dés sont largement joués dans toute l'Europe et comprennent divers jeux ainsi que les osselets.
Les jeux de cartes arrivent en Italie et en Espagne depuis l'Égypte mamelouke au XIVe siècle, avec des enseignes très similaires aux épées, clubs, coupes et pièces encore utilisés dans les jeux traditionnels italiens et espagnols. Les quatre enseignes plus couramment rencontrés aujourd'hui (piques, cœurs, carreau et trèfle) semblent être originaires de France vers 1480. L'Italie des années 1440 voit l'essor des cartes de tarot, ce qui conduit au développement de jeux de tarot tels que Tarocchini, Königrufen et tarot français. Les cartes sont aussi utilisées pour la cartomancie.
Les jeux de plein air sont très populaires pendant les jours fériés et les foires, joués par toutes les classes. Beaucoup de ces jeux sont les prédécesseurs des sports modernes comme les jeux de boules, le billard sur gazon (plus tard introduit à l'intérieur comme billard), les jeux de quilles comme le skittles (un ancêtre du bowling moderne à dix quilles), le football médiéval, le Kolven, le Stoolball (un ancêtre du cricket), le jeu de paume, le fer à cheval, etc. Tous sont antérieurs au début de l'époque moderne.

## Jeux modernes

### Jeux de société professionnels

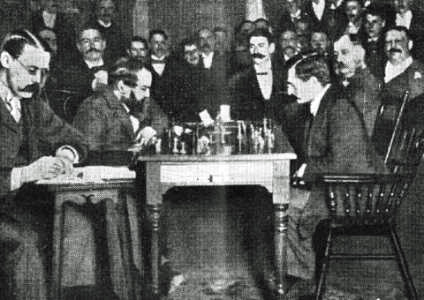
Emanuel Lasker (à droite) jouant contre William Steinitz pour le championnat du monde d'échecs à New York en 1894.

Les règles du jeu d'échecs moderne commencent à prendre forme en Espagne et en Italie au cours du XVe siècle avec l'adoption des mouvements standard de la dame et du fou. Des écrits sur la théorie des échecs commencent à apparaître au XVe siècle, le premier texte étant la Repetición de Amores y Arte de Ajedrez (Répétition de l'amour et l'art de jouer aux échecs, 1497) par l'homme d'église espagnol Luis Ramirez de Lucena. Les livres d'échecs d'auteurs tels que Ruy López de Segura et Gioachino Greco sont ensuite largement étudiés. Les échecs sont notamment le jeu préféré de Voltaire, Rousseau, Benjamin Franklin et Napoléon.
En 1851, le premier tournoi international d'échecs a lieu à Londres et est remporté par Adolf Anderssen. Peu de temps après, les règles modernes de contrôle du temps sont adoptées pour le jeu compétitif. Le premier championnat officiel du monde d'échecs a lieu en 1886 aux États-Unis et est remporté par Wilhelm Steinitz. Au XXe siècle, le jeu d'échecs devient un sport professionnel avec des clubs d'échecs, des publications, des classements de joueurs et des tournois. La Fédération internationale des échecs (FIDE) est fondée en 1924 à Paris.
Un grand nombre de variantes du jeu d'échecs sont également développées, avec des pièces féériques, des règles, des tableaux et des scores variables. Parmi eux, on compte notamment le Kriegspiel, les échecs Capablanca, les échecs d'Alice, les échecs circulaires, les échecs à trois dimensions, les échecs hexagonaux ou les échecs aléatoires Fischer.
Au Japon, le go et le shogi deviennent les principaux jeux de société joués au niveau professionnel. Les deux jeux sont promus par le shogunat Tokugawa au XVIIe siècle, et les meilleurs joueurs (Meijin) reçoivent des dotations du gouvernement. Au cours du XXe siècle, l'Association japonaise de shogi et l'association japonaise de go (Nihon Ki-in) sont fondées et commencent à organiser des tournois professionnels. Pendant la dynastie Qing, de nombreux clubs de xiangqi sont formés et des livres publiés. L'Association chinoise de Xiangqi est créée en 1962.
D'autres jeux de société tels que le backgammon, le Scrabble ou le Risk sont également joués professionnellement avec des championnats du monde dédiés.

### Jeux de société commerciaux

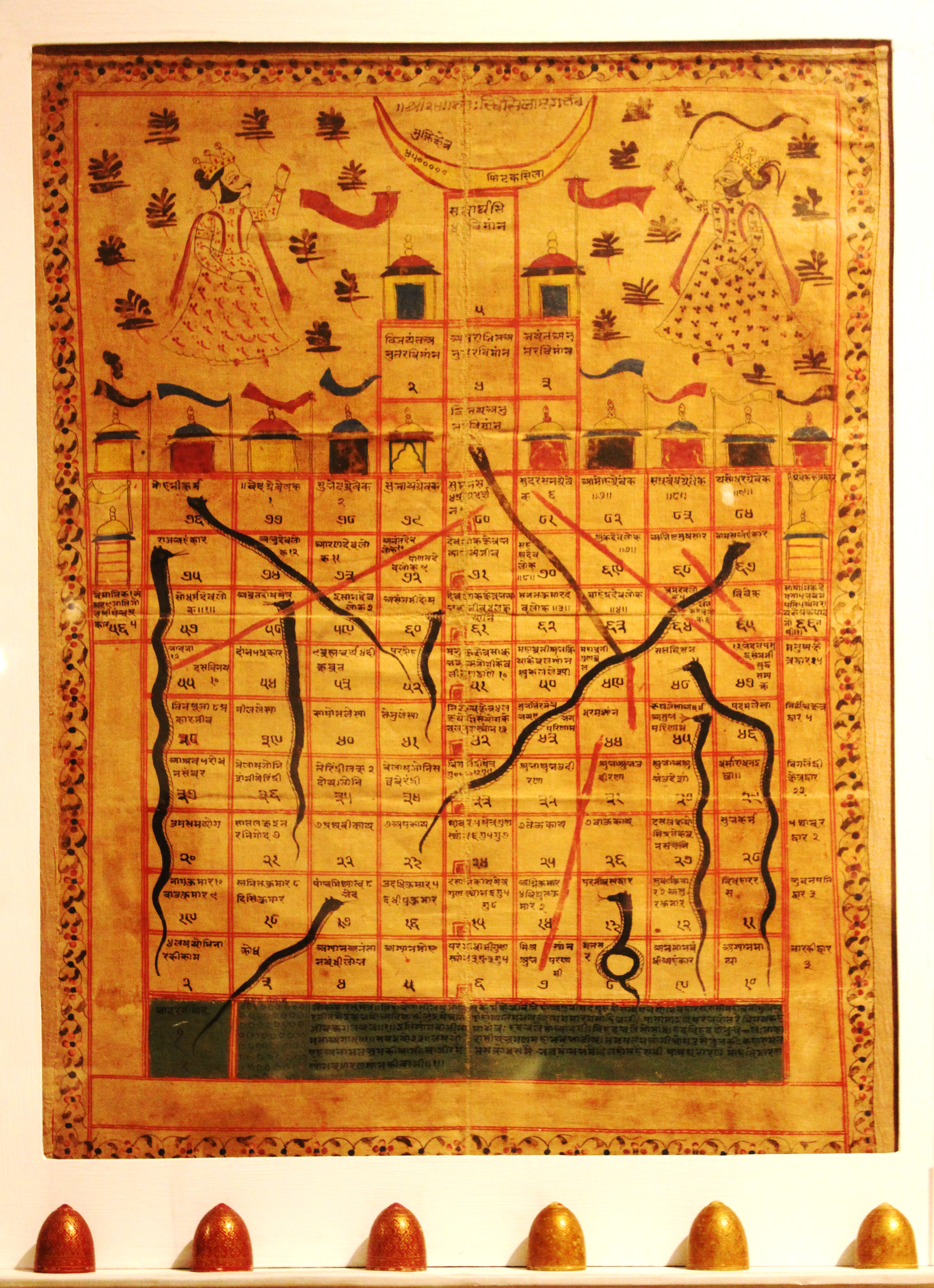
Gyan chauper, plateau de jeu de la fin du XVIIIe siècle sur tissu, exposé au Musée national de l'Inde. Acc. N ° 85.312

Le jeu indien de Pachisi est apporté en occident par les Britanniques en 1863 et une adaptation du jeu nommée Parcheesi est d'abord protégée aux États-Unis par EG Selchow & Co en 1869. Une version du jeu appelée Ludo est brevetée en 1896. Un jeu de parcours allemand similaire, T'en fais pas devient extrêmement populaire auprès des troupes allemandes pendant la Première Guerre mondiale. 
Un autre jeu indien adopté par l'Occident est le Gyan chaupar, populairement connu sous le nom de serpents et d'échelles. C'est un jeu qui est originellement destiné à enseigner des leçons sur le karma et les bonnes et mauvaises actions, les échelles représentaient les vertus et les serpents des vices. La leçon morale du jeu est que la libération spirituelle, ou Moksha, ne peut être obtenue que par une action vertueuse, tandis que le vice conduit à une réincarnation sans fin. Le jeu date de l'Inde médiévale où il est joué par des jaïns et des hindous. Une version bouddhiste, connue sous le nom de "ascension des niveaux [spirituels]" (tibétain: sa gnon rnam bzhags) est jouée au Népal et au Tibet tandis qu'une version musulmane du jeu jouée pendant la période moghole de la fin du XVIIe est appelée comme "101 noms de Dieu". Le jeu est introduit pour la première fois en Angleterre victorienne et est publié aux États-Unis sous le nom de Chutes and Ladders (une «nouvelle version améliorée du célèbre sport en salle anglais») par le pionnier du jeu de société Milton Bradley en 1943.
Le premier jeu de société pour lequel le nom de son concepteur est connu est «A Journey Through Europe or the Play of Geography», un jeu de cartes publié en 1759 par John Jefferys, professeur de géographie et d'écriture. Conçu en Angleterre par George Fox en 1800, The Mansion of Happiness devient le prototype des jeux de société commerciaux pendant au moins deux siècles. Le premier jeu de société publié aux États-Unis est "Traveller's Tour Through the United States '', publié par le libraire new-yorkais F. Lockwood en 1822. Les premiers jeux de société publiés aux États-Unis sont basés sur la morale chrétienne et comprenent The Mansion of Happiness (1843) et The Game of Pope or Pagan, ou The Siege of the Stronghold of Satan by the Christian Army (1844). Tout en démontrant la viabilité commerciale de l'ancien format de jeu de parcours, ses connotations moralistes sont contrées par Milton Bradley en 1860 avec l'introduction d'un concept radicalement différent du succès dans Destins, dans lequel les succès matériels résultent de réalisations telles que d'étudier à l'université, se marier et devenir riche.

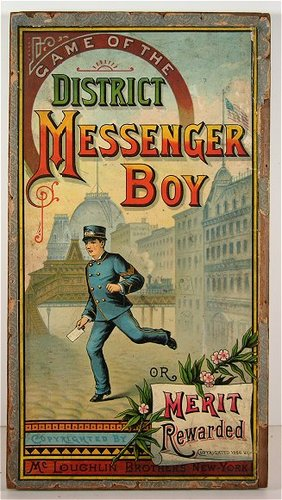
The Game of the District Messenger Boy (1886) encourage l'idée qu'un petit messager peut gravir les échelons de l'entreprise pour en devenir président.

D'abord breveté en 1904, The Landlord's Game, conçu par Elizabeth Magie, est à l'origine destiné à illustrer les conséquences économiques de la loi de Ricardo sur la rente de situation et le concept géorgiste d'une taxe foncière. Une série de jeux de société développés de 1906 aux années 1930 impliquent l'achat et la vente de terres et le développement de ces terres. Dans les années 1930, le Monopoly moderne voit le jour après sa publication par Charles Darrow puis sont rachat par Parker Brothers.
Bien que la première version commerciale de la bataille navale été Salvo, publiée en 1931 aux États-Unis par la société Starex, le jeu lui-même date d'avant la Première Guerre mondiale lorsqu'il était joué sur papier par des officiers russes. Le jeu de société français L'Attaque est commercialisé pour la première fois en 1910, après avoir été conçu deux ans auparavant comme un jeu de connaissances imparfait à thème militaire basé sur le jeu de société pour enfants chinois Dou Shou Qi (jeu du combat des animaux). L'Attaque est ensuite adapté par les Chinois en Luzhanqi, et par Milton Bradley en Stratego, ce dernier ayant été déposé en 1960 tandis que le premier reste dans le domaine public. Jury Box (en), publié en 1937, est le premier jeu de mystère de meurtre et sert ensuite de base à des jeux comme le Cluedo.
Initialement conçu en 1938, le Scrabble reçoit sa première exposition sur le marché de masse en 1952. Initialement publié en 1957 sous le nom de La Conquête du Monde en France, Risk est diffusé massivement sous son titre anglais en 1959. La même année, sortie Diplomatie, jeu favori de John F. Kennedy et de Henry Kissinger.
À partir de Gettysburg en 1958, la société Avalon Hill développe des jeux de guerre sur plateau comme Squad Leader ou Tactics, avec des règles extrêmement complexes et réalistes. Le Civilization d'Avalon Hill introduit l'utilisation de l'arbre technologique dont des variantes ont été implémentées dans de nombreux jeux de société et jeux vidéo ultérieurs tels que Sid Meier's Civilization.
Un mouvement de conception concentré vers le jeu de société de style allemand, ou Eurogame, commence à la fin des années 1970 et au début des années 1980 en Allemagne et a conduit au développement de jeux de société tels que Carcassonne, Les Colons de Catane, Agricola, Les Aventuriers du rail et Puerto Rico.

### Jeux de cartes

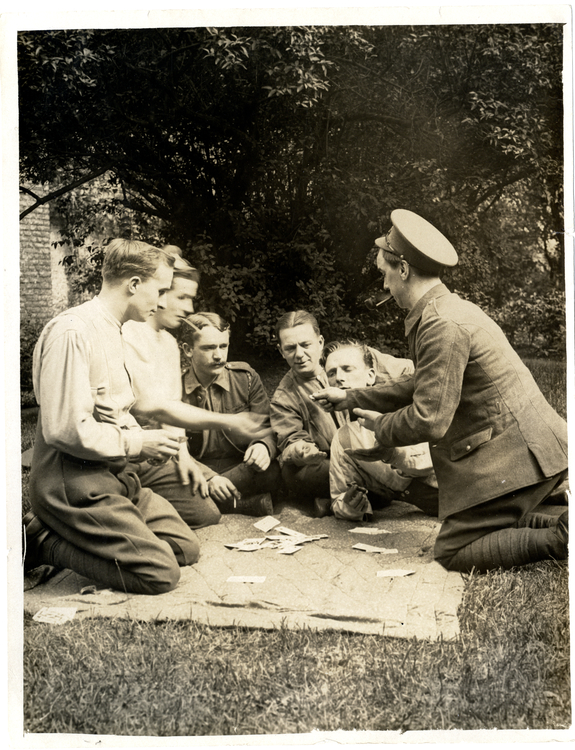
Soldats britanniques jouant aux cartes en France, 1915.

Au cours du XVe siècle, les enseignes commencent à se rapprocher des styles régionaux contemporains et les cartes évoluent pour représenter la royauté européenne. Les premiers jeux de cartes européens comprennent Noddy, Triomphe, All Fours, Piquet, Basset, Hofamterspiel, Karnöffel et Prime. En 1674, Charles Cotton publié son Compleat Gamester, l'un des premiers livres à définir les règles de nombreux jeux de cartes et de dés. Au milieu du XVIe siècle, les commerçants portugais introduisent les cartes à jouer au Japon. La première référence au vingt et un, le précurseur du Blackjack, se trouve dans un livre de l'auteur espagnol Miguel de Cervantes. Ce dernier est également un joueur d'argent, et les personnages principaux de son conte Rinconète et Cortadillo sont des tricheurs de vingt et un.
Le jeu de Cribbage semble s'être développé au début du XVIIe siècle, en tant qu'adaptation du jeu de cartes antérieur Noddy. Pinochle est probablement dérivé du Bésigue antérieur, un jeu populaire en France au XVIIe siècle. En 1742, Edmund Hoyle publie son "Short Treatise on the Game of Whist ", qui devient l'une des publications les plus vendues du XVIIIe siècle. Le whist est très joué au cours des XVIIIe et XIXe siècles, ayant évolué à partir du jeu du XVIe siècle le Triomphe,.
Le baccara attire d'abord l'attention du grand public en conséquence directe du scandale royal du baccara de 1891 . Il porte des ressemblances avec les jeux de cartes Pharaon et Basset, qui sont tous deux très populaire au XIXe siècle. Les règles du Bridge moderne sont initialement publiées en 1925, le jeu étant dérivé des jeux de Bridge avec des règles publiées dès 1886, le jeu ayant également évolué à partir du Whist.
Le premier jeu de poker documenté de 1833. Pendant la guerre de Sécession, le jeu est populaire auprès des soldats et des ajouts ont été faits, notamment les variantes avec des cartes cachées et visibles et la suite. Le jeu de tournoi moderne devient populaire dans les casinos américains après le début des World Series of Poker (WSOP), en 1970. La popularité du poker connaît un pic sans précédent au début du XXIe siècle, en grande partie grâce à l'introduction du poker en ligne et des caméras cachées sous les cartes, qui rendent le jeu possible à suivre pour des spectateurs. En 2009, la Fédération internationale du poker est fondée à Lausanne, en Suisse, devenant l'organe directeur officiel du poker.
Les jeux de cartes à collectionner, tout en présentant des similitudes avec les jeux précédents, connaissent d'abord connu une grande popularité dans les années 1990. Le premier jeu de cartes à collectionner est "The Base Ball Card Game'' produit par The Allegheny Card Co. et breveté le 4 avril 1904. Il comporte alors 104 cartes de baseball uniques avec des attributs de joueur individuels imprimés sur les cartes permettant à chaque collectionneur de constituer une équipe et de jouer au jeu contre une autre personne. Les années 1990 voient l'essor de jeux tels que Magic: L'Assemblée et le Jeu de cartes à collectionner Pokémon.

### Jeux de guerre miniature

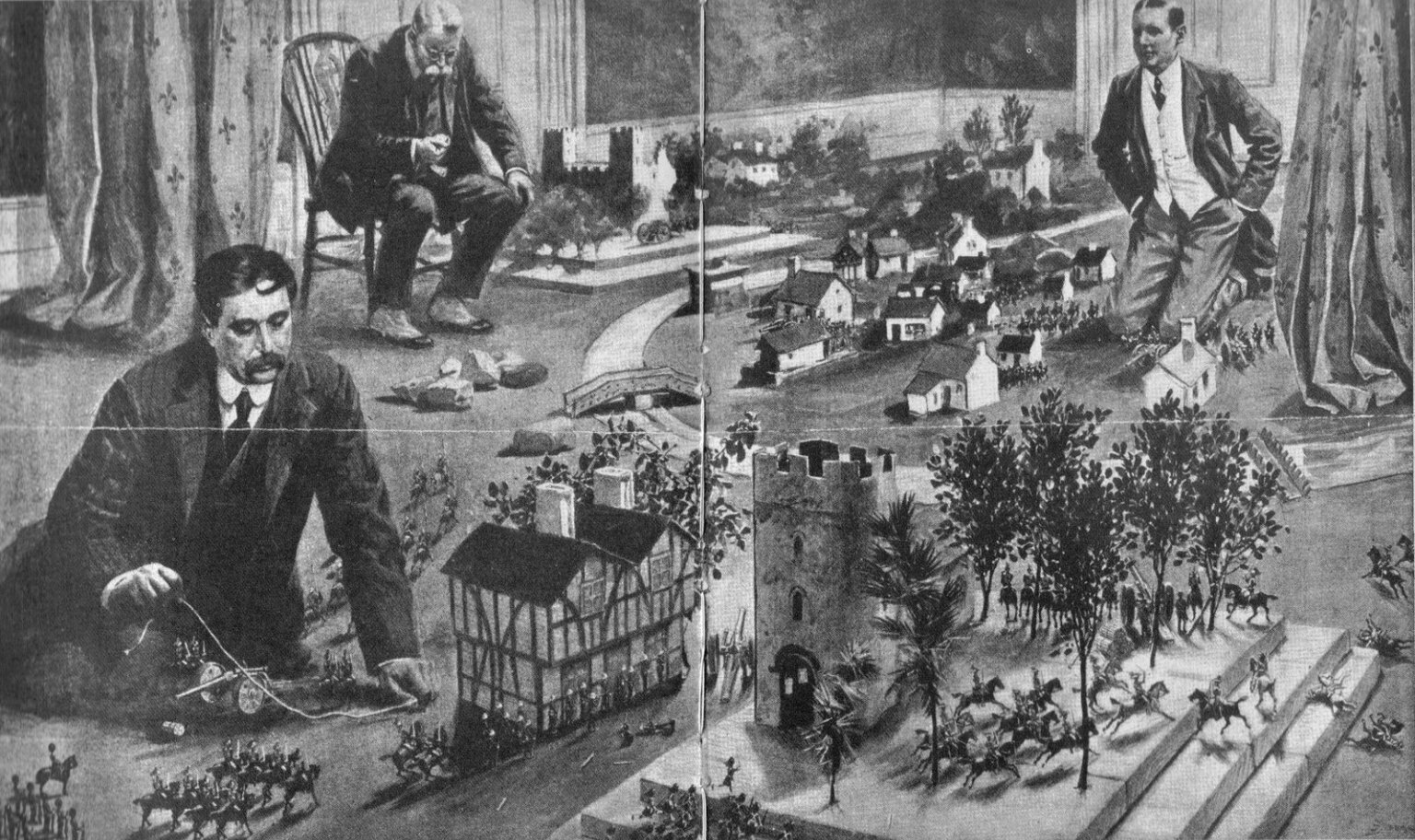
H.G. Wells jouant à Little Wars.

Les jeux de figurines miniatures voient leur origine dans une variante d'échecs allemande appelée "Le jeu du roi ', créée en 1780 par Helwig, maître des pages du duc de Brunswick. Il présente un plateau de 1666 carrés de différents types de terrain, avec des pièces représentant des unités militaires modernes. Au début du XIXe siècle, l'armée prussienne développe des jeux de guerre ou «kriegspieler», avec des officiers d'état-major déplaçant des pièces sur une table de jeu, utilisant des lancers de dés pour choisir au hasard des issues de combats et avec un arbitre marquant les résultats. Après les guerres austro-prussienne et franco-allemande du XIXe siècle, les Autrichiens, Français, Britanniques, Italiens, Japonais et Russes commencent tous à utiliser le wargaming comme outil d'entraînement. En 1889, ce type de jeu est fermement ancré dans la culture de l'US Navy.
Les premières règles de wargame non militaires sont développées par le passionné naval et analyste Fred T.Jane en 1898. H.G. Wells publie des règles dans ses Floor Games (1911) et Little Wars (1913), conçus pour le wargaming avec des soldats de plomb. En 1956, Jack Scruby, connu sous le nom de "Father of Modern Miniature Wargaming", organise la première convention de miniatures et est également fabricant de miniatures militaires et rédacteur d'un bulletin de wargaming. Les jeux de guerre miniatures deviennent abordables et courants à la fin des années 1950 avec la montée en puissance de méthodes de production de miniatures moins chères par des fabricants de figurines miniatures tels que Scruby Miniatures, Miniatures Figurines et Hinchliffe. Au cours des années 1980, un boom du wargaming miniature se produit avec le développement de jeux tels que Warhammer Fantasy Battle et Warhammer 40,000.

### Jeux de rôle

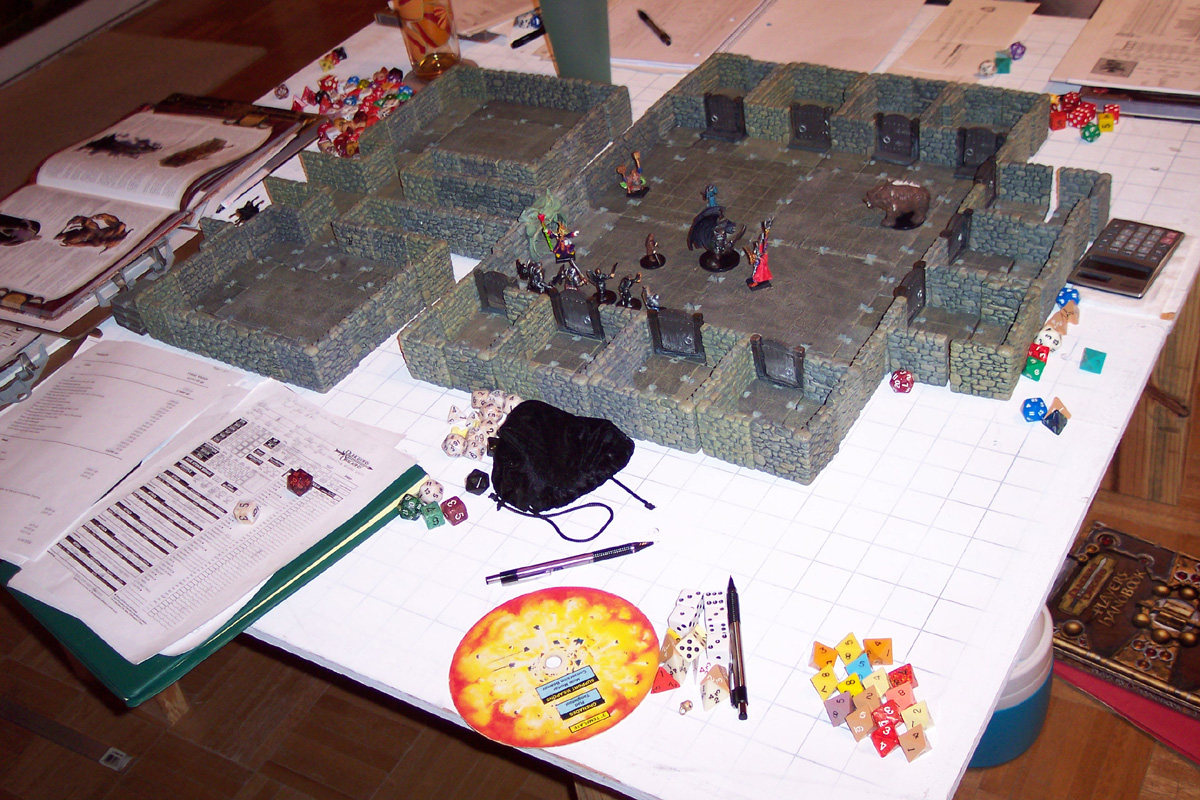
Jeu D&D en cours.

Les premiers jeux de rôle tels que ceux créés par MAR Barker et Greg Stafford se sont développés à partir de jeux de guerre à figurines miniatures. Gary Gygax de la société de wargaming de l'Université du Minnesota développe un ensemble de règles pour un milieu médiéval tardif. Ce jeu s'appelle Chainmail et est un jeu historique, mais les éditions ultérieures comprenaient une annexe pour ajouter des éléments fantastiques tels que des sorts, des sorciers et des dragons. En 1971, Dave Arneson développe un jeu de figurines appelé Blackmoor qui contient des éléments qui deviendraient très répandus dans le jeu fantastique : points de vie, points d'expérience, niveaux de personnage, classes et explorations de donjons. Arneson et Gygax se sont ensuite rencontrés et ont collaboré au premier Dungeons & Dragons qui est publié en 1974 par TSR. Le jeu est très favorablement accueilli et plusieurs autres jeux tels que le RPG de science-fiction Traveller ou le jeu de rôle générique GURPS suivent. À la fin des années 1970, TSR lanc Advanced Dungeons & Dragons (AD&D) qui voit une expansion des livres de règles et des ajouts. Les jeux de rôle traditionnels sont à la base du jeu vidéo de rôle moderne.

### Autres jeux d'intérieur
Dans l'Amérique coloniale, un jeu de chance est appelé crapaud par les français de la Nouvelle-Orléans (en référence au style de jeu original des gens accroupis sur un sol ou un trottoir). Cela est ensuite abrégé en craps et, après plusieurs adaptations, devient le jeu de dés le plus populaire aux États-Unis. Le Sic bo est introduit aux États-Unis par des immigrants chinois au XXe siècle et est également devenu un jeu de casino populaire. Un autre jeu de casino, la roulette, est joué depuis la fin du XVIIIe siècle, et est probablement adapté des jeux de roue anglais tels que Roly-Poly et E.O.
À l'exception peut-être du Carrom (un jeu dont les origines sont incertaines), les premiers jeux de table semblent avoir été des jeux de billard, qui comprennent le billard français, le billard américain et le snooker. Les sports de queue sont généralement considérés comme ayant évolué en jeux d'intérieur à partir de jeux de pelouse en plein air avec bâton et balle . Ils sont en tant que tels liés au trucco, au croquet et au golf.
Les dominos, originaires de Chine et datant de la dynastie Song (1120 après J.-C.), sont apparus pour la première fois en Europe au XVIIIe siècle. Le jeu par arrangement chinois Mah-jong se développe à partir d'un jeu de cartes chinois connu sous le nom de Mǎdiào au cours du XVIIe siècle et est importé aux États-Unis dans les années 1920.

### Jeux en plein air
Les sports modernes se sont développés à partir de différents jeux européens, dont beaucoup joués par la royauté européenne. Le tennis s'est développé en France, les rois français comme François Ier (1515-1547) et Henri II (1547-1559) étant notamment des joueurs. Le golf est originaire d'Écosse, où la première archive de golf est l'interdiction du jeu par Jacques II en 1457. L'interdiction est levée par Jacques IV en 1502. 
Le cricket remonte à la période Tudor au début du XVIe siècle en Angleterre, et les règles modernes du football et du rugby sont basées sur des règles du milieu du XIXe siècle destinées à normaliser les matchs de football joués par les public schools anglaises. Ces sports d'équipe se sont répandus dans le monde entier sous l'influence de l'empire britannique.

### Jeux vidéo
La plus ancienne référence à un jeu purement électronique semble être un dépôt de brevet aux États-Unis en 1947 pour ce qui a été décrit par ses inventeurs comme un cathode-ray tube amusent device (dispositif de divertissement à tube cathodique). Au cours des années 1950 et 1960, la majorité des premiers jeux informatiques fonctionnent sur des ordinateurs centraux universitaires aux États-Unis. 
À partir de 1971, les jeux d'arcade commencent à être disponibles au public. La première console de jeu vidéo, la Magnavox Odyssey, est publiée en 1972,.
L'âge d'or des jeux vidéo d'arcade commence en 1978 et se poursuit jusqu'au milieu des années 1980. Une deuxième génération de consoles de jeux vidéo, lancée entre 1977 et 1983, voit sa popularité augmenter en conséquence, bien que cela ait finalement pris fin brutalement avec le krack du jeu vidéo de 1983. L'industrie vidéoludique est finalement revitalisée avec la troisième génération de consoles de jeu au cours des années suivantes, qui voit un changement dans la domination de l'industrie du jeu vidéo des États-Unis vers le Japon. Cette même période voit l'avènement du jeu sur ordinateur personnel, spécialisés pour ordinateurs domestiques, des premiers jeux en ligne et l'introduction des jeux électronique de poche et finalement des consoles portables.